# Acala, Mexiko
Acala är en kommunhuvudort i Mexiko.   Den ligger i kommunen Acala och delstaten Chiapas, i den sydöstra delen av landet, 700 km öster om huvudstaden Mexico City. Acala ligger 409 meter över havet och antalet invånare är 12 954.
Terrängen runt Acala är platt söderut, men norrut är den kuperad. Acala ligger nere i en dal. Runt Acala är det ganska tätbefolkat, med 67 invånare per kvadratkilometer. Acala är det största samhället i trakten. Omgivningarna runt Acala är en mosaik av jordbruksmark och naturlig växtlighet.